# Youth Authority
Albums de Good Charlotte
Greatest Hits
(2010)
Singles
1. Makeshift Love
Sortie : 5 novembre 2015
2. 40 oz. Dream
Sortie : 4 avril 2016
3. Life Can't Get Much Better
Sortie : 13 juin 2016
4. War
Sortie : 22 août 2017

Youth Authority est le sixième album studio du groupe américain de pop punk Good Charlotte sorti 15 juillet 2016 sur les labels MDDN et Kobalt musique Group.

## Liste des chansons
| No  | Titre                             | Paroles                                           | Musique                       | Durée |
| --- | --------------------------------- | ------------------------------------------------- | ----------------------------- | ----- |
| 1.  | Life Changes                      | Benji Madden                                      | B. Madden                     | 3:02  |
| 2.  | Makeshift Love                    | B. Madden, Joel Madden, Don Gilmore, Nick Furlong | B. Madden                     | 3:43  |
| 3.  | 40 oz. Dream                      | B. Madden, J. Madden                              | B. Madden, John Feldmann      | 3:20  |
| 4.  | Life Can't Get Much Better        | B. Madden, J. Madden, Gilmore                     | B. Madden                     | 3:24  |
| 5.  | Keep Swingin' (avec Kellin Quinn) | B. Madden, J. Madden, Gilmore                     | B. Madden                     | 3:13  |
| 6.  | Reason to Stay (avec Simon Neil)  | B. Madden, J. Madden, Gilmore                     | B. Madden, Gilmore            | 3:47  |
| 7.  | Stray Dogs                        | B. Madden, J. Madden, Sam Hollander, Dave Katz    | B. Madden                     | 3:54  |
| 8.  | Stick to Your Guns (Interlude)    | B. Madden, J. Madden, Gilmore                     | B. Madden                     | 1:28  |
| 9.  | The Outfield                      | B. Madden, J. Madden, Feldmann                    | B. Madden, Feldmann           | 3:32  |
| 10. | Cars Full of People               | J. Madden, B. Madden, Luke Walker                 | J. Madden                     | 4:38  |
| 11. | War                               |                                                   | B. Madden, J. Madden, Gilmore | 4:45  |
| 12. | Moving On                         | B. Madden, J. Madden                              | B. Madden, Matt Squire        | 3:58  |

## Crédits
- Joel Madden : chant
- Benji Madden : guitare, chant
- Billy Martin : guitare
- Dean Butterworth : batterie
- Paul Thomas : basse